# Tercera cruzada
La tercera cruzada (mayo de 1189 - septiembre de 1192), también conocida como la Cruzada de los Reyes, fue un intento de los líderes cristianos europeos  (Felipe II de Francia, Ricardo I de Inglaterra y Federico I Barbarroja) por reconquistar la Tierra Santa de manos del sultán ayubí Salah ad-Din Yusuf ibn Ayyub, conocido en español como Saladino. Fue un éxito parcial, recapturando las importantes ciudades de Acre y Jaffa, pero no llegó a su objetivo último: la conquista de Jerusalén.
Tras el fracaso de la segunda cruzada (1147–1149), la dinastía Zenguí controló una Siria unificada e inició un conflicto con los gobernantes fatimíes de Egipto, que finalmente dio lugar a la unificación de las fuerzas egipcias y sirias bajo el mando de Saladino, que los empleó para reducir la presencia cristiana en Tierra Santa y recuperar Jerusalén en 1187. Estimulados por el celo religioso, Enrique II de Inglaterra y Felipe II de Francia pusieron fin a su conflicto para liderar una nueva cruzada, aunque la muerte de Enrique en 1189 dejó a los ingleses bajo el gobierno de Ricardo Corazón de León. El anciano emperador del Sacro Imperio Romano Germánico Federico Barbarroja respondió a la llamada a las armas y lideró un ejército poderoso a través de Anatolia, ganando algunas victorias contra el Sultanato selyúcida de Rum, pero se ahogó antes de llegar a la Tierra Santa. Muchos de sus soldados desanimados volvieron a sus casas.
Después de expulsar a los musulmanes de Acre, el sucesor de Federico, Leopoldo V el Virtuoso, y Felipe abandonaron Tierra Santa en agosto de 1191. Saladino no pudo derrotar a Ricardo en ningún enfrentamiento militar, que aseguró varias ciudades costeras más importantes. Tras una victoria importante por parte de los cruzados en la batalla de Arsuf, la mayor parte de la costa del Levante regresó al control cristiano. Sin embargo, el 2 de septiembre de 1192, Ricardo firmó el Tratado de Jafa con Saladino por el cual Jerusalén permanecería bajo control musulmán, pero se permitiría a los peregrinos cristianos visitar la ciudad. Ricardo salió de Tierra Santa el 9 de octubre. Los éxitos militares de la tercera cruzada permitirían a los cruzados mantener Estados considerables en Chipre y en la costa de Siria, restaurando el Reino de Jerusalén en una estrecha franja de tierra entre Tiro y Jaffa. Sin embargo, su incapacidad para recuperar Jerusalén daría lugar a la petición de una cuarta cruzada seis años más tarde (1202–1204), pero los europeos solo volverían a recuperar la ciudad—y solo brevemente—en la sexta cruzada en 1229.

## Precedentes

### Muerte de Aladín
Tras el fracaso de la segunda cruzada, Nur ad-Din se hizo con el control de Damasco y unificó Siria. Con la finalidad de extender su poder, Nur ad-Din puso los ojos en la dinastía fatimí de Egipto. En 1163, su general de más confianza, Shirkuh, emprendió una expedición militar hacia el Nilo. Acompañaba al general su joven sobrino, Saladino.
Cuando las tropas de Shirkuh acamparon frente a El Cairo, el sultán de Egipto, Shawar, pidió ayuda al rey Amalarico I de Jerusalén. En respuesta, Amalarico envió un ejército a Egipto y atacó las tropas de Shirkuh en Bilbeis, en 1164.
En un intento de apartar de Egipto la atención de los cruzados, Nur ad-Din atacó Antioquía, lo que tuvo como resultado una masacre de soldados cristianos y la captura de varios dirigentes cruzados, entre ellos Reinaldo de Châtillon, príncipe de Antioquía. Nur ad-Din envió las cabelleras de los defensores cristianos a Egipto para que Shirkuh las expusiera en Bilbeis a la vista de los hombres de Amalarico. Esto hizo que tanto Amalarico como Shirkuh sacasen sus tropas de Egipto.
En 1167, Nur ad-Din envió de nuevo a Shirkuh a subyugar a los fatimíes. Shawar volvió a pedir ayuda a Amalarico para defender su territorio. Las fuerzas combinadas de egipcios y cristianos persiguieron a Shirkuh hasta que se retiró a Alejandría.

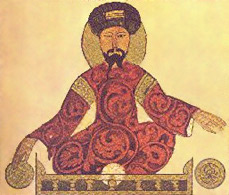
Saladino, según un códice árabe del

### Conquistas de Saladino
Shawar fue ejecutado por sus traicioneras alianzas con los cristianos y fue sucedido por Shirkuh como visir de Egipto. En 1169, Shirkuh murió inesperadamente tras solo unas semanas en el poder. El sucesor de Shirkuh fue su sobrino, Salah ad-Din Yusuf, más conocido como Saladino. Nur ad-Din murió en 1174, dejando el nuevo imperio a su hijo de once años, As-Salih. Se decidió que el único hombre capaz de conducir la yihad contra los cruzados era Saladino, que se convirtió en sultán tanto de Egipto como de Siria y fundó la dinastía ayubí.
Amalarico murió también en 1174 y fue sucedido como rey de Jerusalén por su hijo de trece años, Balduino IV, quien firmó un acuerdo con Saladino para permitir el libre comercio entre los territorios musulmanes y cristianos.
En 1176, Reinaldo de Châtillon fue puesto en libertad y comenzó a atacar caravanas por toda la región. Extendió su piratería hasta el mar Rojo, enviando galeras no sólo a abordar barcos, sino incluso planteó asaltar la misma ciudad de La Meca, aunque sus barcos fueron interceptados por la armada musulmana en el Mar Rojo antes de llegar a La Meca. Sus actos irritaron profundamente a los musulmanes, convirtiendo a Reinaldo en el hombre más odiado del Oriente Próximo por sus continuas traiciones de los pactos con Guy De Lussignac con Saladino.
Balduino IV murió en 1185, y la corona pasó a su sobrino de cinco años, Balduino V, con Raimundo III de Trípoli como regente. Al año siguiente, Balduino falleció repentinamente, y la princesa Sibila, hermana de Balduino IV y madre de Balduino V, se hizo coronar reina, y a su marido, Guy de Lusignan, rey.
Por entonces, Reinaldo, una vez más, atacó una rica caravana y encerró en su prisión a los viajeros. Saladino exigió que los prisioneros fuesen liberados. El recientemente coronado rey Guy ordenó a Reinaldo que cumpliese las demandas de Saladino, pero Reinaldo rehusó obedecer las órdenes del rey.

### Caída del reino de Jerusalén
Fue este último ultraje de Reinaldo el que decidió a Saladino a atacar definitivamente a los cristianos en los actuales Altos del Golán. Tras acampar al este del campamento cristiano, Saladino decidió atacar la ciudad de Tiberiades en 1187, en la que se encontraba la mujer de Raimundo para así atraer a los cristianos y sacarlos de su fortaleza del campamento. Raimundo aconsejó paciencia, pero el rey Guy, aconsejado por Reinaldo, decidió contraatacar y emprendió una marcha, lenta por el tamaño de la caballería pesada, hacia el este, donde se encontraban las tropas de Saladino acampadas. Este envió a sus arqueros montados a hostigar, también de noche, a las tropas cristianas, quienes, entre la sed y el cansancio, ya estaban bastante deterioradas, y sufrieron muchas bajas. El día siguiente amaneció con una sorpresa para las tropas cristianas, ya que Saladino ordenó llenar las laderas de los montes colindantes al paso de los cristianos de matorrales y prenderles fuego, agudizando así el calor sofocante que ya de por sí había en la zona, y aumentando aún más el desfallecimiento de las tropas cristianas. Entonces, Saladino decidió pasar al ataque y, tras una corta batalla, masacró a las tropas cristianas bajo el sol sofocante y llevó como prisioneros a Guy y Reinaldo.
El rey Guy y Reinaldo fueron llevados a la tienda de Saladino, donde se le ofreció a Guy una copa de agua. Guy bebió un trago, pero no le fue permitido pasar la copa a Reinaldo, ya que las reglas musulmanas de la hospitalidad determinan que quien recibe alimento o bebida está bajo la protección de su anfitrión. Saladino no quiso obligarse a proteger al traicionero Reinaldo permitiéndole beber. Reinaldo, que no había probado una gota de agua en varios días, arrebató la copa de manos de Guy. Al ver la falta de respeto de Reinaldo por las costumbres islámicas, Saladino ordenó decapitar a Reinaldo por sus pasadas traiciones. Con respecto a Guy, Saladino hizo honor a sus tradiciones: Guy fue enviado a Damasco y finalmente liberado, siendo uno de los pocos cruzados cautivos que escaparon a la ejecución.
Otra versión escrita por Pedro de Blois, contemporáneo a los hechos en su Passio Raginaldi Principis Olim Antiocheni dice que Saladino le ofreció a Reinaldo perdonarle la vida a cambio de apostatar: “Tu Cristo te ha engañado. Si no lo niegas él no podrá librarte este día de mi mano”. “Cristo no engaña a ningún hombre” respondió el caballero “pero el hombre que no cree en él se engaña a sí mismo. ¡Lo adoro, lo confieso, declaro su nombre a ustedes! Si creyeran en él, podrían escapar del castigo de la condenación eterna, que, ¡no lo duden!, ha sido preparado para ustedes. Pero ¿por qué están demorando lo que están a punto de hacer? ¡Sé que no desean nada más que sangre cristiana!” Saladino desenvainó su cimitarra y lo decapitó, volando el alma de este guerrero mártir de Cristo al cielo a recibir su corona. 
Al final del año, Saladino había conquistado Acre y Jerusalén. El papa Urbano III, según se dice, sufrió un colapso al oír la noticia y murió poco después.

## Preparativos
El nuevo papa Gregorio VIII proclamó que la pérdida de Jerusalén era un castigo divino por los pecados de los cristianos de Europa. Surgió un clamor por una nueva cruzada para reconquistar los Santos Lugares. Enrique II de Inglaterra y Felipe II Augusto de Francia acordaron una tregua en la guerra que les enfrentaba, e impusieron a sus respectivos súbditos un "diezmo de Saladino" para financiar la cruzada. En Gran Bretaña, Balduino de Exeter, arzobispo de Canterbury, viajó a Gales, donde convenció a 3000 guerreros de que tomaran la cruz, según el Itinerario de Giraldus Cambrensis. 

## La cruzada de Barbarroja

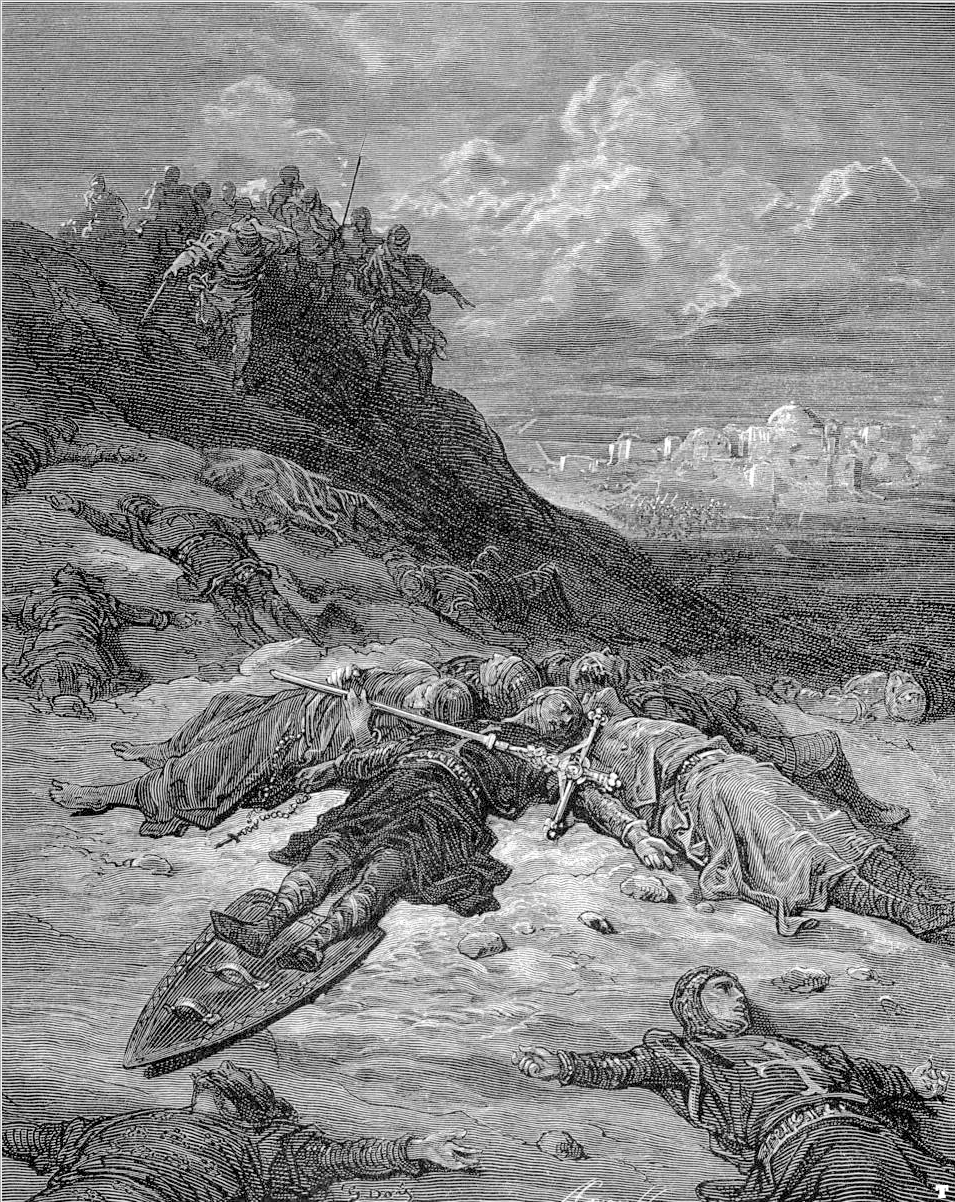
"Muerte de Federico de Alemania" por Gustave Doré

El anciano emperador del Sacro Imperio Romano Germánico, Federico I Barbarroja, respondió inmediatamente a la llamada. Tomó la cruz en la catedral de Maguncia el 27 de marzo de 1188 y fue el primer rey en partir hacia Tierra Santa, en mayo de 1189. Federico había reunido un ejército tan numeroso que no pudo ser transportado por el mar Mediterráneo, y tuvo que atravesar a pie Asia Menor (según cronistas medievales eran hasta 100 000 germanos). Por otra parte, junto con los ejércitos de Barbarroja, también avanzaron hacia Bizancio alrededor de 2000 soldados húngaros bajo el comando del príncipe Géza, hermano menor del rey Bela III de Hungría. Esta fue la primera participación activa de los húngaros en las guerras cruzadas (posteriormente el rey Andrés II de Hungría conduciría en la quinta cruzada el ejército más grande de toda la historia de las cruzadas).
El emperador bizantino Isaac II Ángelo firmó una alianza secreta con Saladino para impedir el avance de Federico a cambio de la seguridad de su imperio. El 18 de mayo de 1190, el ejército alemán capturó Konya, capital del Sultanato de Rüm. Sin embargo, el 10 de junio de ese mismo año, al atravesar el río Saleph, Federico cayó de su caballo y se ahogó por la pesada armadura. Su hijo Federico VI llevó a su ejército a Antioquía, y dio sepultura a su padre en la iglesia de San Pedro de dicha ciudad. En Antioquía, muchos de los supervivientes del ejército alemán murieron de peste bubónica.
También se cree que después de la muerte de Barbarroja, muchos soldados del ejército alemán se suicidaron por la muerte del poderoso emperador, o que también, tal vez se convirtieron y se unieron con Saladino, pero es poco probable, ya que Saladino seguramente los habría hecho prisioneros.
En teoría, si Barbarroja hubiese llegado con vida a luchar con Saladino, habría sido menor el tiempo de batalla, y más altas las probabilidades de que la Tierra Santa hubiera vuelto a pertenecer a los europeos.

## Partida de RicardoCorazón de León

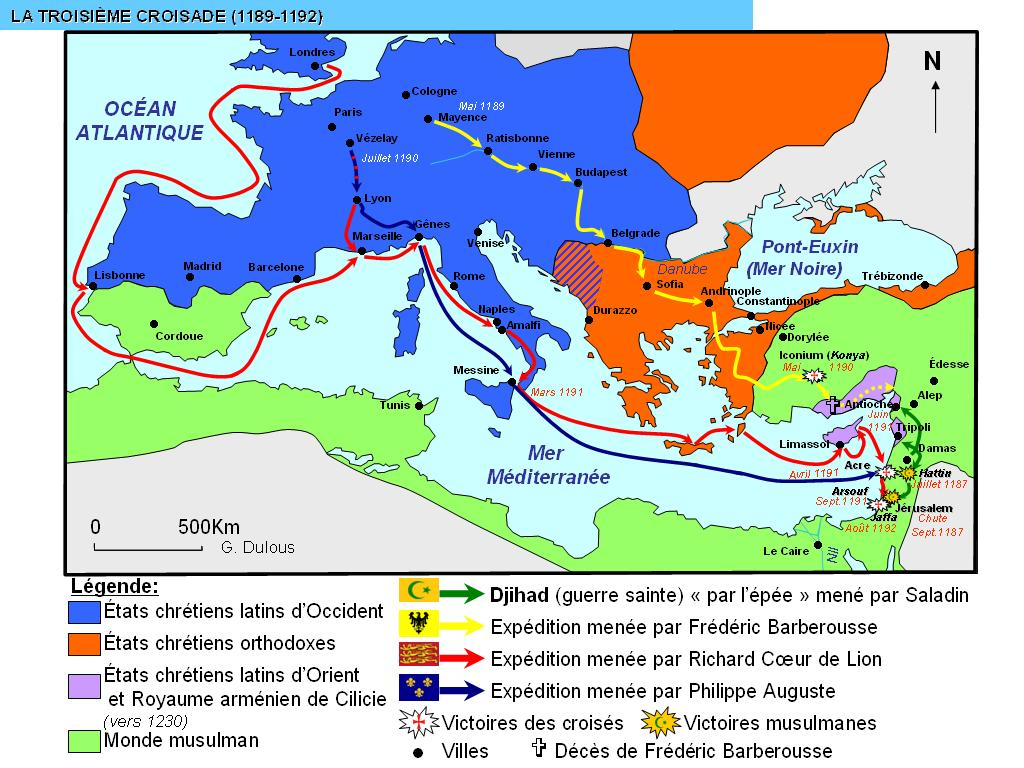
Mapa de la tercera cruzada

Enrique II de Inglaterra murió el 6 de julio de 1189, tras ser derrotado por su hijo Ricardo y el rey de Francia, Felipe II Augusto. Ricardo I, más conocido por su sobrenombre "Corazón de León", heredó la corona y de inmediato comenzó a recaudar fondos para la cruzada. En julio de 1190, Ricardo partió por tierra desde Marsella en dirección a Sicilia. Felipe II Augusto, que viajó por mar, llegó a Mesina, capital del reino de Sicilia, el 14 de septiembre.
Guillermo II de Sicilia había muerto el año anterior, y le había sucedido Tancredo, quien mandó recluir a Juana Plantagenet, viuda de Guillermo y hermana de Ricardo de Inglaterra y proyectaba quedarse con el generoso legado que Guillermo II había hecho a su suegro, Enrique II de Inglaterra. El rey inglés conquistó y saqueó la capital del reino, Mesina, el 4 de octubre de 1190. Tancredo le ofreció una importante compensación económica a cambio de que depusiera las armas. Ricardo y Felipe pasaron el invierno en Sicilia: Felipe zarpó el 30 de marzo y Ricardo el 10 de abril de 1191.
La flota francesa llegó sin contratiempos a Tiro, donde Felipe fue recibido por su primo, Conrado de Montferrato. La armada de Ricardo, en cambio, fue sorprendida por una violenta tormenta poco después de zarpar de Sicilia. Uno de sus barcos, en el que se transportaban grandes riquezas, se perdió en la tormenta, y otros tres —entre ellos en el que viajaban Juana y Berenguela de Navarra, prometida del rey—, debieron desviarse a Chipre. Pronto se supo que el emperador de Chipre Isaac Ducas Comneno se había incautado de las riquezas que el barco transportaba. Ricardo llegó a Limassol el 6 de mayo de 1191 y se entrevistó con Isaac, quien accedió a devolverle sus pertenencias y enviar a 500 de sus soldados a Tierra Santa. De regreso en su fortaleza de Famagusta, Isaac rompió su juramento de hospitalidad y ordenó a Ricardo que abandonase la isla. La arrogancia de Isaac empujó a Ricardo a apoderarse de su reino, lo que logró en pocos días. A finales de mayo, toda la isla estaba en manos de Ricardo.

## Batalla de Acre
El rey Guy había sido excarcelado por Saladino en 1189 bajo el juramento de este de no volver a levantar las armas contra los musulmanes nunca más. Sin embargo, y a diferencia de Saladino en tantas ocasiones, incumplió su palabra y enseguida intentó tomar el mando de las fuerzas cristianas en Tiro, pero Conrado de Montferrato había tomado el poder tras su exitosa defensa de la ciudad frente a los musulmanes. Conrado había reunido un ejército para asediar la ciudad, contando con la ayuda del recién llegado ejército francés de Felipe II, aunque no era todavía lo suficientemente numeroso como para contrarrestar las fuerzas de Saladino.
Ricardo desembarcó en Acre el 8 de junio de 1191, e inmediatamente comenzó a supervisar la construcción de armas de asedio para asaltar Acre, que fue capturada el 12 de julio.
Ricardo, Felipe y Leopoldo V, quien dirigía lo que quedaba del ejército de Federico Barbarroja, iniciaron una disputa sobre el botín de la recién conquistada ciudad. Leopoldo consideraba que merecía una parte semejante en el reparto por sus esfuerzos en la batalla, pero Ricardo quitó de la ciudad el estandarte alemán, que arrojó al foso. Entretanto, Ricardo y Felipe discutían sobre qué candidato tenía más derechos al trono de Acre. Ricardo defendía la candidatura de Guy, mientras que Felipe era partidario de Conrado. Se decidió que Guy continuaría reinando, pero que Conrado le heredaría a su muerte.
Molestos con Ricardo, Felipe y Leopoldo dejaron la ciudad con sus tropas en agosto de ese año. Felipe regresó a Francia, lo cual fue considerado por los ingleses una deserción. 
Ricardo negoció con Saladino el rescate de miles de musulmanes que habían caído prisioneros. Como parecía que Saladino no estaba dispuesto a aportar la suma convenida, Ricardo ordenó que unos 3000 prisioneros fueran degollados frente a la ciudad de Acre, a la vista del campamento de Saladino.

## Batalla de Arsuf
Tras la conquista de Acre, Ricardo decidió marchar contra la ciudad de Jaffa, desde donde podría lanzar un ataque contra Jerusalén. El 7 de septiembre de 1191, en Arsuf, unos 45 km al norte de Jaffa, Saladino atacó al ejército de Ricardo.
Saladino intentó atraer a las fuerzas de Ricardo para acabar con ellas, pero Ricardo mantuvo su formación hasta que los Caballeros Hospitalarios se apresuraron a atacar el flanco derecho de Saladino, mientras que los Templarios atacaban el izquierdo. Ricardo ganó la batalla y acabó con el mito de que Saladino era invencible.

## Final de la cruzada
Tras su victoria, Ricardo se apoderó de la ciudad de Jaffa, donde estableció su cuartel general. Ofreció a Saladino iniciar la negociación de un tratado de paz. El sultán envió a su hermano, al-Adil, llamado Saphadin, a entrevistarse con Ricardo. Las dos partes no fueron capaces de llegar a un acuerdo, y Ricardo marchó hacia Ascalón. Llamó en su ayuda a Conrado de Montferrato, quien rehusó seguirle, reprochándole haber tomado partido por Guy de Lusignan. Poco después, Conrado fue asesinado en las calles de Acre por dos asesinos encapuchados enviados por el Viejo de la Montaña, líder de una secta islámica, los asesinos, con sede en las montañas del norte de Siria, en la fortaleza de Masyaf, según algunos por orden de Ricardo, según otros por mandato de Saladino, según otros por iniciativa del propio Viejo. Guy de Lusignan se convirtió en rey de Chipre, y Enrique II de Champaña pasó a ser el nuevo rey de Jerusalén.
En julio de 1192, Saladino lanzó un repentino ataque contra Jaffa y recuperó la ciudad, pero muy pocos días después volvió a ser conquistada por Ricardo. El 5 de agosto se libró una batalla entre Ricardo y Saladino, en la que el rey inglés, a pesar de su marcada inferioridad numérica, resultó vencedor. El 2 de septiembre, los dos monarcas firmaron un tratado de paz según el cual Jerusalén permanecería bajo control musulmán, pero se concedía a los cristianos el derecho de peregrinar libremente a Jerusalén. Ricardo abandonó Tierra Santa el 9 de octubre, después de haber combatido allí durante dieciséis meses.

## Consecuencias
Al pasar por una posada cercana a Viena, en su viaje de regreso a Inglaterra, Ricardo fue hecho prisionero por orden del duque Leopoldo de Austria, cuyo estandarte Ricardo había arrojado al foso en Acre. Más tarde pasó a poder del emperador Enrique VI, que lo tuvo cautivo durante un año, y no lo puso en libertad hasta marzo de 1194, previo pago de la enorme suma de 150 000 marcos. El resto de su reinado lo pasó guerreando contra Francia, y murió a consecuencia de una herida de flecha en el Lemosín, en 1199, a la edad de 42 años.
Saladino murió de tifus en 1193 en Damasco y fue enterrado en un mausoleo en el exterior de la mezquita Omeya de Damasco, teniendo como única posesión una moneda de oro y 47 de plata, pues había repartido el resto de su patrimonio entre sus súbditos.
El resultado poco satisfactorio de la Tercera Cruzada provocó que se predicase la Cuarta, que se desvió hasta Constantinopla.